# 瑪格麗特·基恩
瑪格麗特·D·H·基恩（英語：Margaret D. H. Keane，1927年9月15日—2022年6月26日），婚前本名佩姬·多莉斯·霍金斯（Peggy Doris Hawkins），美國藝術家。她是一個畫家，主要以婦女和兒童為題材。其作品以巨大的眼睛聞名於世。

## 外部連結
- Official Collectors Gallery by Copper State Design （页面存档备份，存于）
- Ask Art （页面存档备份，存于）
- An excerpt transcribed from Awake! magazine of July 8, 1975 reposted by Megan Besmirched （页面存档备份，存于）
- Keane Eyes Gallery （页面存档备份，存于）
- Natasha: The Biography of Natalie Wood by Suzanne Finstad